# Арбург
Арбург (нем. Aarburg) — коммуна в Швейцарии, в кантоне Аргау.
Входит в состав округа Цофинген.  Население составляет 6515 человек (на 31 декабря 2007 года). Официальный код  —  4271.

## Достопримечательности
Близ города Арбург, на правом берегу реки Аар, расположена старинная одноимённая крепость с перекинутым через реку проволочным висячим мостом. К началу XIX века Замок Аарбург полностью потерял своё военное значение и в настоящее время служит, прежде всего, для привлечения в город туристов.

## Фотографии

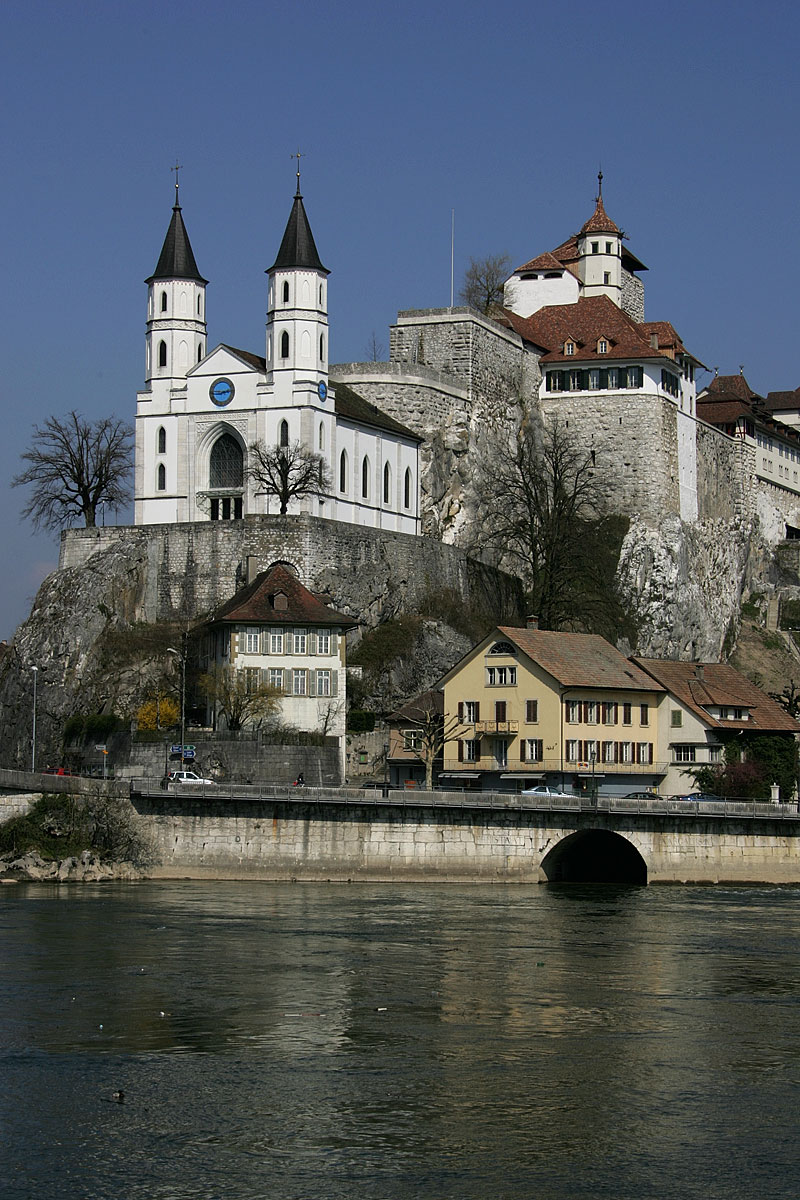
Церковь
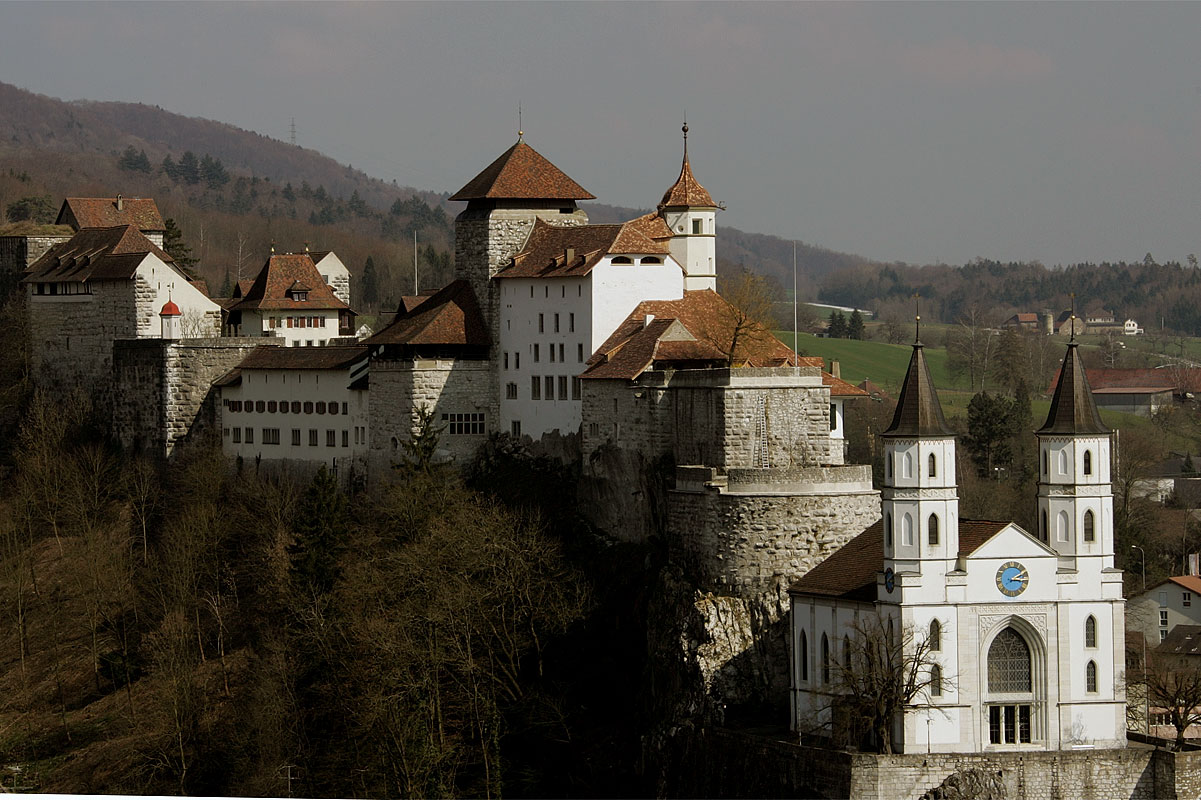
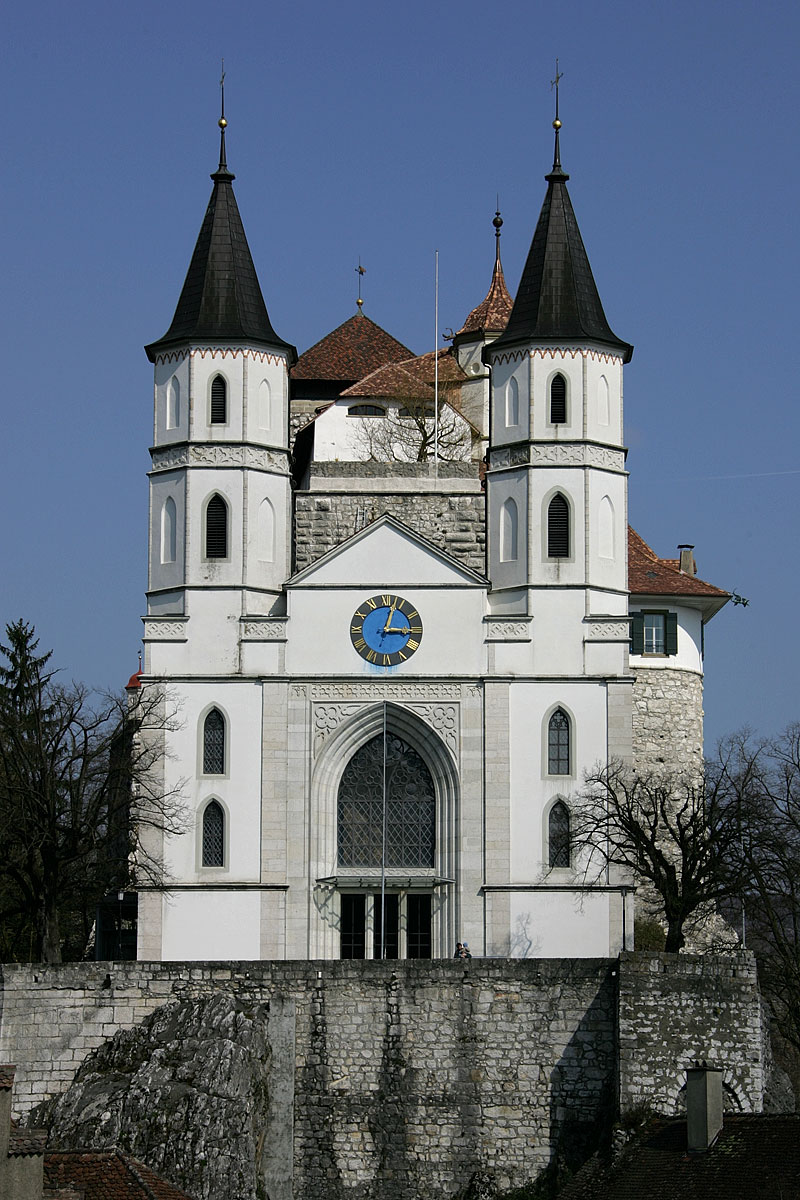
Церковь
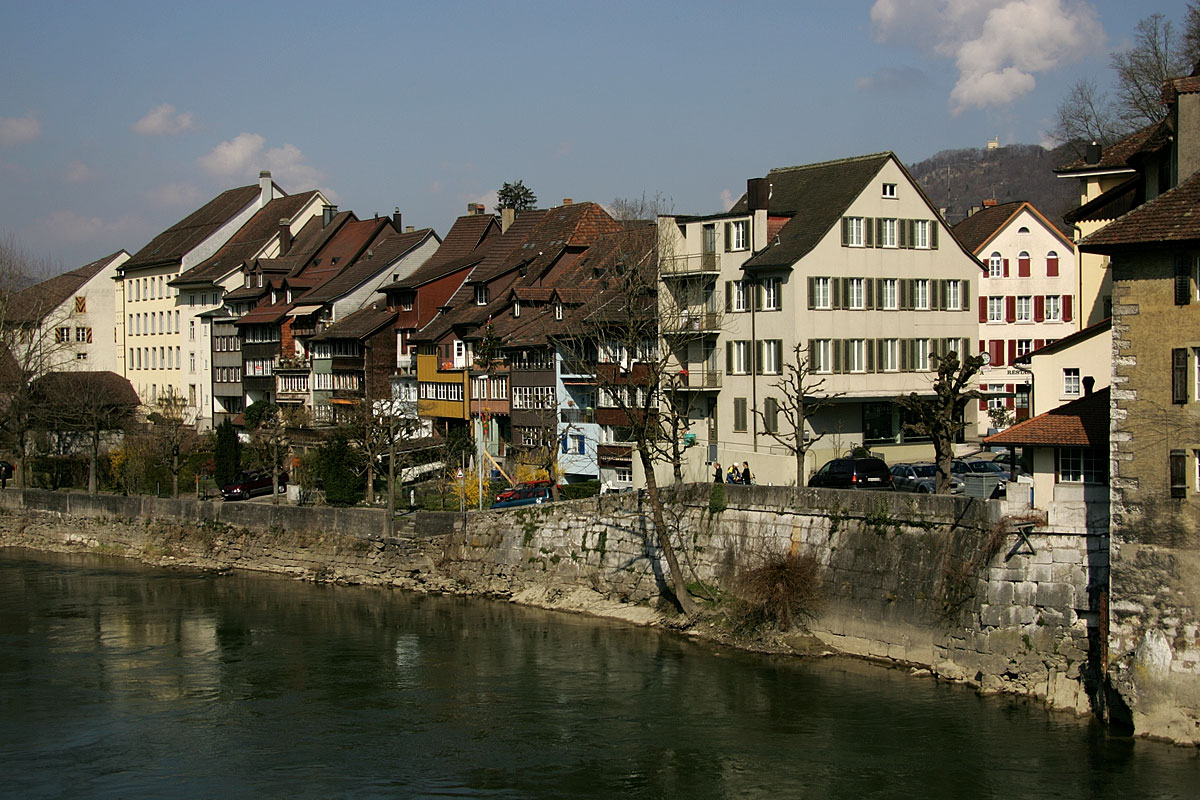